# Steve Mackay
Steve Mackay (n. 25 septembrie 1949, Grand Rapids, Michigan, SUA – d. 10 octombrie 2015, Daly City⁠(d), California, SUA) a fost un saxofonist american, cel mai cunoscut pentru participarea sa la cel de-al doilea album al trupei The Stooges, Fun House.

### Filmografie
- Gimme Danger (2016), film documentar dedicat trupei The Stooges.